# Liste der Monuments historiques in Huiron
Die Liste der Monuments historiques in Huiron führt die Monuments historiques in der französischen Gemeinde Huiron auf.

## Liste der Immobilien
| Bezeichnung      | Beschreibung            | Standort                   | Kennzeichnung | Schutzstatus | Datum | Bild           |
| ---------------- | ----------------------- | -------------------------- | ------------- | ------------ | ----- | -------------- |
| Kirche St-Martin | aus dem 15. Jahrhundert | Ruelle des Capucins (Lage) | PA00078721    | Classé       | 1915  | weitere Bilder |

## Liste der Objekte
| Bezeichnung                                        | Beschreibung                          | Standort                             | Kennzeichnung | Schutzstatus | Datum | Bild |
| -------------------------------------------------- | ------------------------------------- | ------------------------------------ | ------------- | ------------ | ----- | ---- |
| Skulpturengruppe Mantelteilung des heiligen Martin | Stein, 16. Jahrhundert                | außen an der Kirche St-Martin (Lage) | PM51000486    | Classé       | 1911  |      |
| Skulptur Heiliger Martin                           | Holz, farbig gefasst, 17. Jahrhundert | in der Kirche St-Martin (Lage)       | PM51002300    | Inscrit      | 1975  |      |
| Kanzel                                             | Holz, 18. Jahrhundert                 | in der Kirche St-Martin (Lage)       | PM51000487    | Classé       | 1975  |      |
| Skulptur Heiliger Nikolaus                         | Holz, farbig gefasst, 18. Jahrhundert | in der Kirche St-Martin (Lage)       | PM51002299    | Inscrit      | 1975  |      |